# 乙田東洋司
乙田 東洋司（おつだ とよし、1942年 - 2014年）は、大阪市生まれの遊戯文芸研究家。
元落語家。上方言語遊戯の会「笑鬼会」本院冗皇（会長）。著書で、回文やいろは歌といった言葉遊び作品を数多く発表した（著書は後述）。日本ペンクラブ会員（1986年より）。

## 人物・来歴
小学校4年の頃より、ラジオのお笑い番組荒らしで名を馳せ、清風高校3年当時には、ABCラジオ『漫才教室』を「卒業」（4週勝ち抜き）するなど、賞金を稼ぐ。1960年、高校卒業と同時に、2代目三遊亭百生（当時：3代目桂梅団治）に入門、三遊亭 扇生を襲名。同年、千日劇場で初舞台、高座に上る。落語家当時の芸人仲間に横山やすし、若井ぼん、前田五郎、2代目桂枝雀、3代目笑福亭仁鶴など。
1966年、落語を引退、父親の事業であったビニール製品加工業を引き継ぐ。同年、上方言語遊戯の愛好グループ「日本笑学指導院 笑鬼会本院」を、ぼん、やすしらと設立し、自身は冗皇（会長）に就任。同会はのちに3代目桂春団治、4代目桂福団治、石井光三を顧問に迎える。

### 受賞歴
- 1986年 大阪府知事表彰

## 著書
- 笑いの氾濫 巷に息吹く洒落精神（関西市民書房、1981年）
- 笑学強加書 ことばあそびばらいえてい（社会思想社・現代教養文庫、1984年） - 「日本笑学指導院 笑鬼会本院冗皇」名義
- ことばあそび新文 ユーモア&クレイジーニュース（社会思想社・現代教養文庫、1986年） - 「笑鬼会本院」名義

## 関連人物
「笑鬼会」本院メンバーのうち、本文未出の項目
- 内海カッパ
- 古川嘉一郎
- 青芝フック
- 今宮エビス